# 村橋明郎
村橋 明郎（むらはし あきお、英: Murahashi Akio、1954年7月6日 - ）は、日本の映画監督、シナリオライター。テレビドラマ、Vシネマ、舞台等の監督、脚本も数多く手掛けている。他に、日本映画学校17期1,000f実習講師。シナリオ作家協会シナリオ講座50期研修課講師。岐阜県関市生まれ。

## 略歴
- 1978年 - 日本大学芸術学部映画学科卒業。フリー助監督。
- 1987年 - フジテレビスペシャルドラマ『オレゴンから愛87』にて脚本デビュー。
- 1992年 - 朝日放送連続ドラマ『豆腐屋直次郎の裏の顔』にて監督デビュー。
- 1996年 - 『CAB』（近代映画協会）にて劇場映画初監督。みちのく国際ミステリー映画祭新人監督賞ノミネート。
- 1998年 - 劇場映画二作目となる『しあわせになろうね』（KSS）を監督。
- 2007年 - オリジナルシナリオ『函館・弥生坂』（共作中西良太）が第14回函館港イルミナシオン映画祭・シナリオ大賞にて、三池崇史監督賞受賞。
- 2008年 - 『ホテル・ニート物語』舞台初演出。
- 2010年 - 劇場映画三作目となる『育子からの手紙』を監督。文部科学省特別選定作品に選出される。

## 映画／監督・脚本
- 1996年 『CAB』（近代映画協会） 劇場映画
  - 出演 陣内孝則、小沢美貴、古谷一行、佐藤B作、安岡力也
  - 撮影 栢野直樹
  - 照明 うえだなりゆき
  - 録音 武進
- 1997年 『凶銃・戻り道はない』（KSS、Vシネマ）
  - 原作 大藪春彦
  - 出演 佐伯太輔、大久保貴光、大杉漣、山田辰夫
- 1998年 『しあわせになろうね』（KSS） 劇場映画
  - 出演 渡瀬恒彦、風間杜夫、有森也実、哀川翔、真田麻垂美、六平直政、天宮良、中西良太、大久保貴光、鈴木清順、山田辰夫、伊武雅刀
  - 撮影 栢野直樹
  - 照明 うえだなりゆき
  - 録音 堀内戦治
- 2010年 『育子からの手紙』 劇場映画
  - 共作 岩田元喜
  - 原作 副島喜美子
  - 出演 宮﨑香蓮、原日出子、有森也実、佐藤B作、天宮良、田中実、渡辺梓、中西良太、渡瀬恒彦（特別出演）
  - 撮影 寺沼範雄
  - 照明 森谷清彦
  - 録音 紅谷愃一
- 2012年 『BANK』 自主制作映画
- 2015年『ある取り調べ』自主制作映画  脚本　中西良太  出演　佐藤Ｂ作、中西良太、斎藤陽一郎
- 2019年『山中静夫氏の尊厳死』　原作　南木佳士、　音楽　小椋佳、　撮影　高間賢治
- 出演　中村梅雀、津田寛治、高畑淳子、田中美里、小澤雄太、天野浩成、大方斐紗子、中西良太  
ｓ  さ  ｓ

## テレビドラマ／監督
- 1992年 『豆腐屋直次郎の裏の顔』第三話（朝日放送）
  - 脚本 中岡京平
  - 出演 萩原健一、佐藤B作、渡辺えりこ、大杉漣
- 1998年 『肝っ玉保健婦さんが覗いた三面(秘)事件帳』（CX2時間ドラマ）
  - 脚本 青木邦夫
  - 出演 森久美子、原田大二郎、田島令子
- 1999年 『垂里冴子のお見合い事件帖』（TBS2時間ドラマ） 監督・脚本
  - 出演 若村麻由美、大河内奈々子、うじきつよし、天宮良
- 2000年 『凍えるキリン』（日本テレビ2時間ドラマ）
  - 脚本 金子成人
  - 出演 田中好子、根津甚八、うじきつよし
  - 撮影 羽方義昌
  - 照明 森谷清彦
  - 録音 小川武
- 2002年 『長崎で消えた女』（テレビ東京2時間ドラマ）
  - 脚本 佐伯俊道
  - 出演 渡瀬恒彦、一路真輝、宍戸錠
  - 撮影 野口幸三郎
  - 照明 松井博
  - 録音 小川武

## テレビドラマ／脚本
- 1987年 『オレゴンから愛87』（フジテレビ）
  - 共作 黒土三男、勝目貴久
  - 監督 富永卓二
  - 出演 古谷一行、木の実ナナ、伊藤蘭、川谷拓三
- 1988年 『オレゴンから愛88』（フジテレビ）
  - 共作 勝目貴久
  - 監督 富永卓二
  - 出演 古谷一行、木の実ナナ、伊藤蘭、原田大二郎
- 1990年 『オレゴン日記90』（フジテレビ）
  - 共作 勝目貴久
  - 監督 富永卓二
  - 出演 古谷一行、市毛良枝、中井貴一
- 1991年 『女猫・美しき復讐者』（にっかつビデオ） 脚本
  - 監督 北畑泰啓
  - 出演 可愛かずみ、北詰友樹、高橋長英
- 1992年 『豆腐屋直次郎の裏の顔』第九話（朝日放送）
  - 共作 柏原寛司
  - 監督 小原宏裕
  - 出演 萩原健一、佐藤B作
- 1996年 『オレゴンから愛96』（フジテレビ） 脚本
  - 監督 富永卓二
  - 出演 古谷一行、加藤晴彦、中村竜
- 1996年　『外科医柊又三郎2』第一話、第三話（テレビ朝日） 脚本
  - 監督 松本健
  - 出演 萩原健一、宮崎淑子、渡部篤郎

## テレビ
- 1994年 『いい湯だな〜』（地方局旅番組15分×8本）構成・演出

## 舞台
- 1999年 『普通の出来事』（エーザイ新薬PR舞台劇） 脚色
  - 演出 野伏翔
  - 出演 新克利
- 2008年 『ホテル・ニート物語』東京芸術劇場（小ホール） 演出
- 2008年 『クリスマス・ギャングスター』東京芸術劇場（小ホール） 作・演出

## その他
- 1993年 『ピッチ・チャップとゆかいな仲間たち』（幼児教育用ビデオ）  監督
- 1995年 『映画を観る人、創る人』（金沢タウン誌、連載エッセイ13回） 執筆
- 2003年 『赤い靴は〜いてた』（日本映画学校1000f.実習） 監督・脚本
- 2005年 『邪道バイブル〜大仁田厚という生き方〜』（販売DVD） 構成・演出
- 2006年 『ロッテリア研修ビデオ』（ロッテリア） 演出
- 2011年 『絆　〜若き日の情熱〜』 岐阜県関市消防団PR映画 構成・演出